# Konrad von Preysing
Johann Konrad Maria Augustin Felix Graf von Preysing Lichtenegg-Moos  (ur. 30 sierpnia 1880, zm. 21 grudnia 1950 w Berlinie) – niemiecki duchowny katolicki, kardynał, doktor teologii.

## Życiorys
Pochodził z arystokratycznej rodziny. Święcenia kapłańskie przyjął 29 lipca 1912 w Innsbrucku. 9 września 1932 został wybrany biskupem Eichstätt. 18 października 1932 przyjął sakrę z rąk arcybiskupa Jacobusa von Haucka (współkonsekratorami byli biskupi Matthias Ehrenfried i Sigmund Ow Felldorf). 5 lipca 1935 objął biskupstwo Berlina, na którym pozostał już do śmierci.
W lutym 1938 był współkonsekratorem Franza Justusa Rarkowskiego, katolickiego biskupa polowego sił zbrojnych III Rzeszy.
18 lutego 1946 Pius XII wyniósł go do godności kardynalskiej z tytułem prezbitera Sant'Agata de’ Goti.